# Verbanning

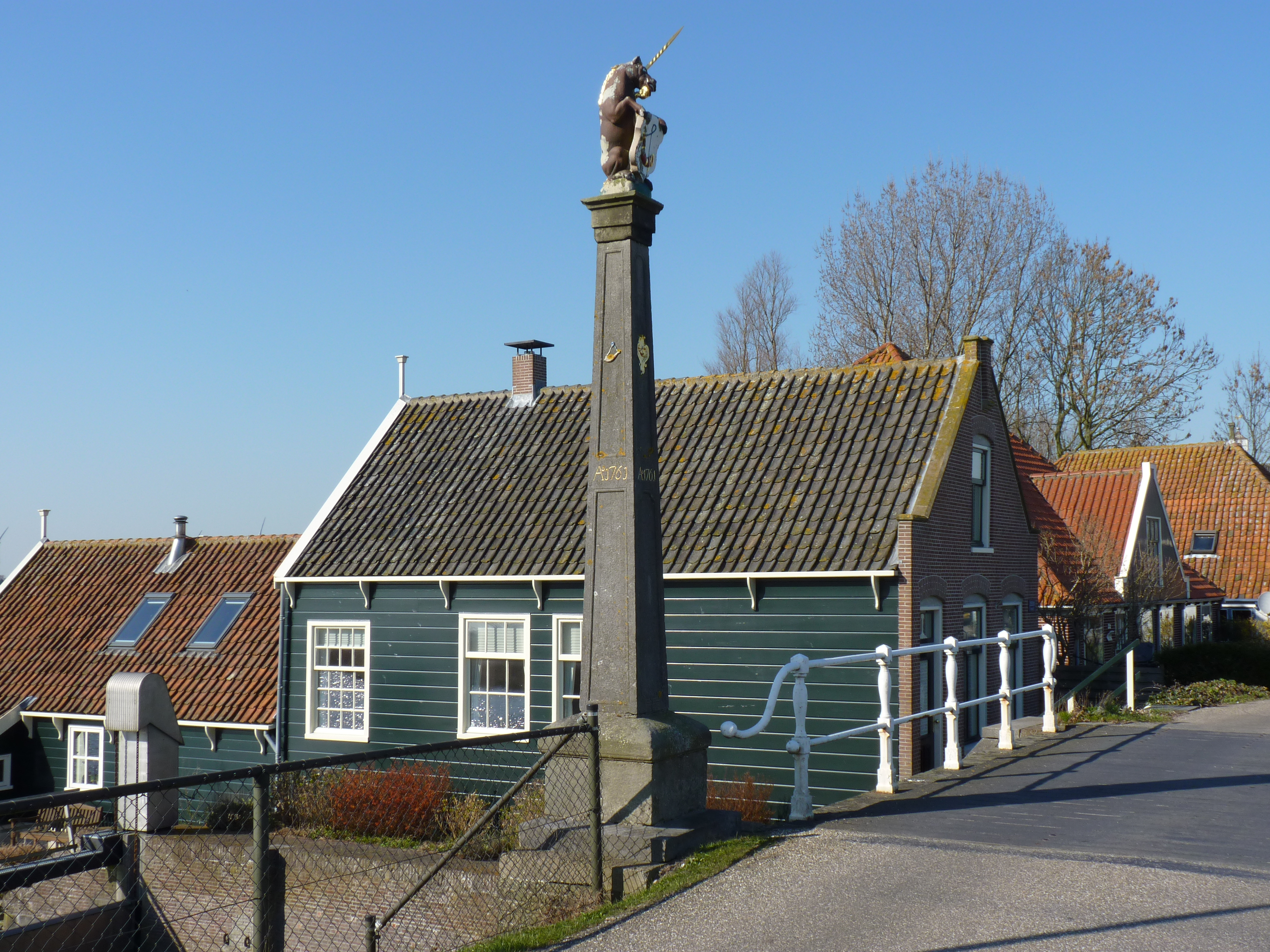
De banpaal in Schardam, deze wees het rechtsgebied van Hoorn aan

Verbanning is het verwijderen van iemand uit een gemeenschap. Iemand die verbannen is, leeft in ballingschap en wordt balling of banneling genoemd. Verbanning kan variëren van een verbod op blijven op de oorspronkelijke locatie tot gedwongen verhuizing naar een (meestal afgelegen) andere locatie. Die locatie wordt dan het ballingsoord genoemd. Als iemand tegen zijn zin, maar op eigen initiatief naar een andere locatie verhuist, wordt dat wel vrijwillige ballingschap genoemd.

## Verbanning als straf

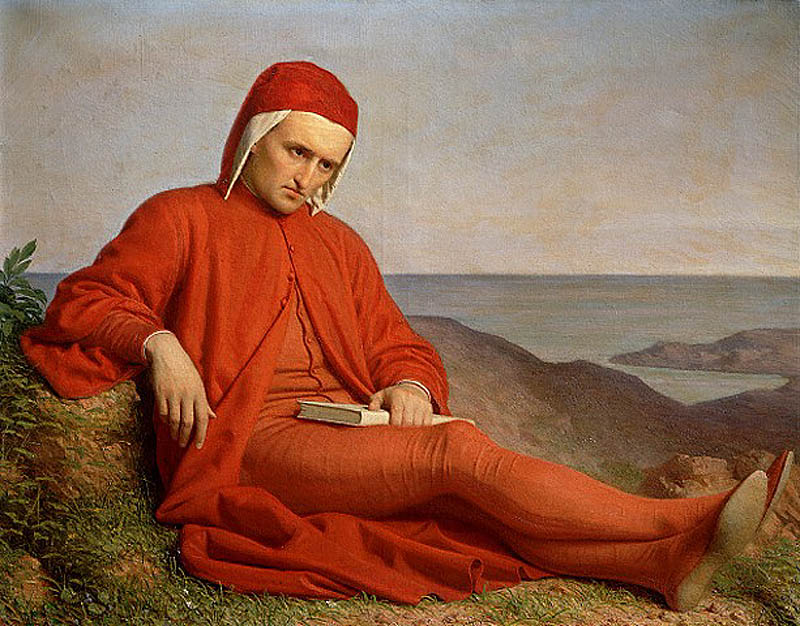
Dante Alighieri in ballingschap (schilderij van Domenico Petarlini in het Palazzo Pitti in Florence)

Verbanning kwam in de Middeleeuwen voor in vrije steden. Wie een bepaald misdrijf pleegde kreeg de gelegenheid de stad te verlaten en mocht dan niet meer in haar rechtsgebied terugkomen, meestal op straffe van de dood. Zo'n straf wachtte natuurlijk ook diegenen die voor hun veroordeling de stad ontvluchtten en later terugkeerden. Het rechtsgebied van een stad kon zijn afgebakend met banpalen. De veroordeelde werd geacht de stad verlaten te hebben als hij de banpaal was gepasseerd. Wanneer de veroordeelde een vreemdeling was maakte dit voor hem weinig uit (hoewel er vaak bijkomende straffen zoals een boete werden opgelegd), maar voor een ingezetene was dit een erg zware straf, doordat het contact met familie en vrienden grotendeels verloren ging.
Later groeide het idee dat veroordeelden zich ook konden verbeteren en zich ook nuttig konden en moesten maken. Verbanning hield in de 18e, 19e en 20e eeuw deportatie naar een strafkolonie in, waar gewerkt moest worden. Na de strafperiode bleven bannelingen daar vaak, hoewel het ze formeel vrij stond om terug te keren. Grotere landen, zoals het Britse en het Russische Rijk, gebruikten bannelingen om wilde gebieden als Siberië en Australië te ontginnen. In de Sovjet-Unie werden hele volken verbannen naar Centraal-Azië en Siberië. Daar stonden ze onder controle van de geheime dienst NKVD, die ervoor moest zorgen dat de bannelingen zich niet buiten het aangewezen gebied waagden.
Zeer bekend is het Franse Duivelseiland, waarover Charrière zijn boek Papillon schreef.
Ook Nederland liet zich niet onbetuigd. Zo werd de linkse schrijver Jef Last vanwege zijn toetreding tot de Internationale Brigades tijdens de Spaanse Burgeroorlog, het Nederlanderschap ontnomen. Toen hij naar zijn huis in Nederland wilde terugkeren werd hij zonder pardon bij Zundert de grens overgezet naar België, waar hij gedwongen werd zonder middelen van bestaan te leven. De anti-koloniale schrijver Anton de Kom werd door Nederland vanuit zijn geboorteland Suriname naar Nederland verbannen.
Diverse Indonesische onafhankelijkheidsactivisten met linkse contacten in Nederland werden naar het concentratiekampachtige Boven-Digoel op Nieuw-Guinea verbannen. Onder hen waren Soekarno, Mohammed Hatta en Umi Sardjono. De laatste werd tijdens zijn verbanning bij de Tweede Kamerverkiezingen van 1933 door de CPN kandidaat gesteld en hij werd verkozen. Door zijn ballingschap en doordat hem het Nederlandschap was ontnomen, kon hij echter niet benoemd worden tot Kamerlid.
In de periode 1900-1945 schaften veel landen verbanning als straf af en sloten ze hun strafkampen.

## Verbanning in België
Onder het ancien régime kon ballingschap tijdelijk of levenslang worden opgelegd. In het laatste geval werd de betrokkene burgerlijk dood verklaard en verloor hij zijn nationaliteit. In de Code Pénal van 1810 bleef verbanning behouden als straf, om te verdwijnen in het Belgisch Strafwetboek van 1867. Niettemin bleef verbanning in de feiten mogelijk als maatregel, bijvoorbeeld als voorwaarde voor voorlopige invrijheidstelling.

## Vrijwillige ballingschap

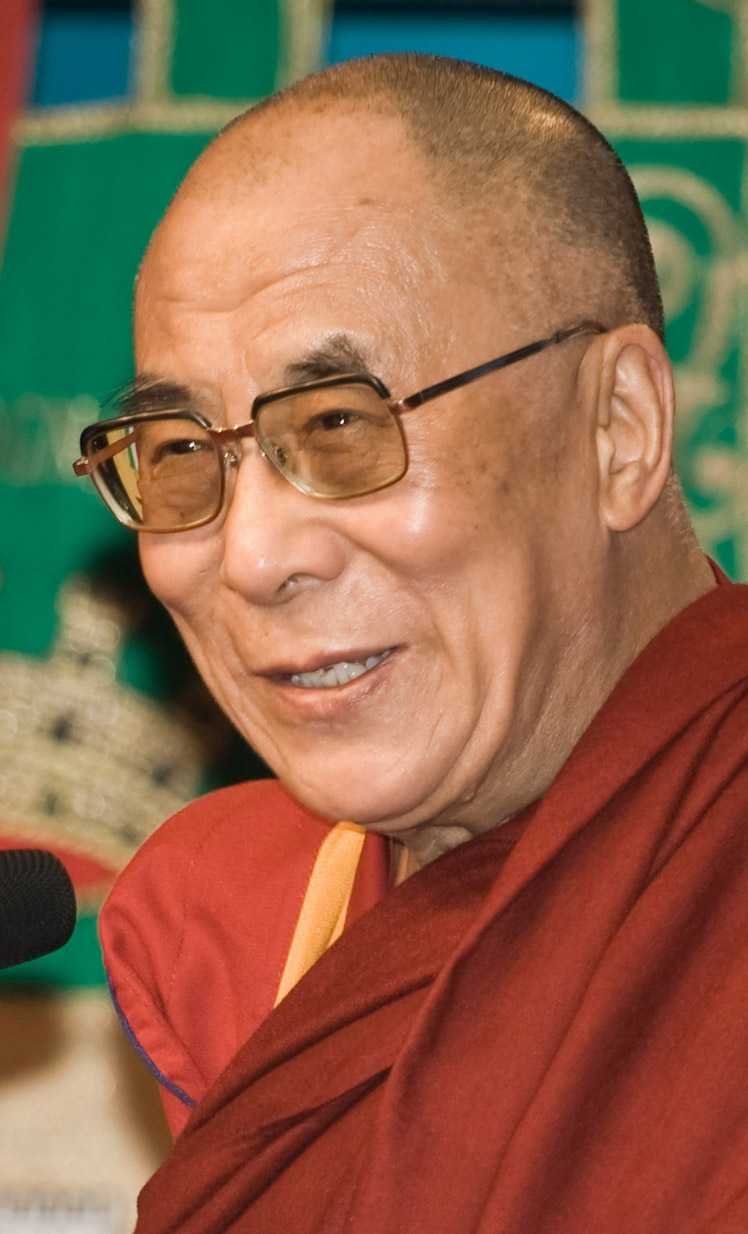
De veertiende dalai lama leeft al vele decennia lang in ballingschap

Het is ook mogelijk dat burgers van een bepaald land of gebied uit ontevredenheid met de politieke of maatschappelijke situatie aldaar, of omdat ze zich bedreigd voelen, besluiten de staat te ontvluchten, bij wijze van protest of uit lijfsbehoud. Omdat aan zo'n vlucht geen formele, juridische verbanning ten grondslag ligt, maar de vluchteling zich (afgesloten van het moederland) wel een balling kan voelen, spreekt men in zulke gevallen soms van vrijwillige ballingschap, al is het woord 'vrijwillig' in zulke gevallen vaak nogal betrekkelijk.
In de jaren vanaf 1933 moesten veel joodse en vooruitstrevende Duitse schrijvers en andere kunstenaars omwille van hun leven of hun vrijheid hun vaderland verlaten om een onzeker bestaan op te bouwen in bijvoorbeeld Tsjecho-Slowakije, Nederland, Frankrijk of de Verenigde Staten. De werken die zij tussen 1933 en 1945 produceerden staan bekend onder de naam Exilliteratuur. Een ander voorbeeld is Émile Zola, die zijn land ontvluchtte om niet gearresteerd te worden vanwege het pamflet dat hij had gepubliceerd over de Dreyfusaffaire. Ook tegenwoordig nog komt het voor dat veroordeelden (of personen die bang zijn veroordeeld te gaan worden) vluchten naar een land dat geen uitleveringsverdrag heeft met het veroordelende land. Het kan daarbij zowel gaan om politiek vervolgden als om verdachten van 'gewone' misdrijven.

### Regering in ballingschap
Tijdens de Tweede Wereldoorlog weken diverse regeringen uit naar het Verenigd Koninkrijk. Voorbeelden hiervan zijn het Nederlandse Londens kabinet en de Belgische Regering-Pierlot V. Zulke regeringen worden 'regering in ballingschap' genoemd; ze kunnen geen gezag uitoefenen over hun eigen land maar onderhouden soms wel contacten met andere, erkende regeringen.
Na de bezetting van Tibet door China ging de Tibetaanse regering, onder leiding van de dalai lama, in ballingschap in India.

## Babylonische ballingschap
Een andere vorm van ballingschap is die waarbij mensen door een veroveraar worden weggevoerd. Voorbeeld hiervan is de zogenoemde Babylonische ballingschap, waarbij de Israëlieten naar Babylonië werden gevoerd.

## Op internet
Op internet is verbanning door moderators de ultieme straf, dan wel een machtsmiddel, om een online gemeenschap (zoals een internetforum) te vrijwaren van ongewenste individuen.